# Záhorovice
Záhorovice jsou obec v okrese Uherské Hradiště ve Zlínském kraji. Leží asi dvanáct kilometrů východně od Uherského Brodu. Vesnicí protéká řeka Olšava. Žije zde přibližně 1 000 obyvatel.

## Historie
První písemná zmínka o obci (tehdy zvané Záhorowicze) pochází z roku 1373. V té době ve vesnici stával pouze mlýn a měla jen 10 obyvatel. Roku 1872 byla postavena škola, roku 1887 pak železniční zastávka. Po první světové válce zde žilo 1175 obyvatel.

## Obyvatelstvo
| Rok            | 1869 | 1880 | 1890  | 1900  | 1910  | 1921  | 1930  | 1950  | 1961  | 1970  | 1980  | 1991  | 2001  | 2011  | 2021 |
| -------------- | ---- | ---- | ----- | ----- | ----- | ----- | ----- | ----- | ----- | ----- | ----- | ----- | ----- | ----- | ---- |
| Počet obyvatel | 879  | 995  | 1 059 | 1 112 | 1 133 | 1 139 | 1 195 | 1 021 | 1 209 | 1 175 | 1 082 | 1 044 | 1 068 | 1 034 | 947  |
| Počet domů     | 132  | 152  | 162   | 189   | 193   | 195   | 216   | 259   | 271   | 283   | 291   | 335   | 343   | 350   | 351  |

## Obecní správa
Mezi lety 1869–1980 Záhorovice byly obcí v okrese Uherský Brod (1869–1950) a později v okrese Uherské Hradiště. Od 1. července 1980 do 23. listopadu 1990 patřily jako část města k Bojkovicím a od 24. listopadu 1990 jsou opět samostatnou obcí.

### Obecní symboly
Znak a vlajka byly obci uděleny rozhodnutím předsedy Poslanecké sněmovny Parlamentu České republiky dne 13. listopadu 2002.

## Pamětihodnosti
- Přírodní pramen Záhorovická kyselka
- Morový hřbitov
- Boží muka na západní části vesnice
- Zatopený lom Modrá voda

## Fotogalerie

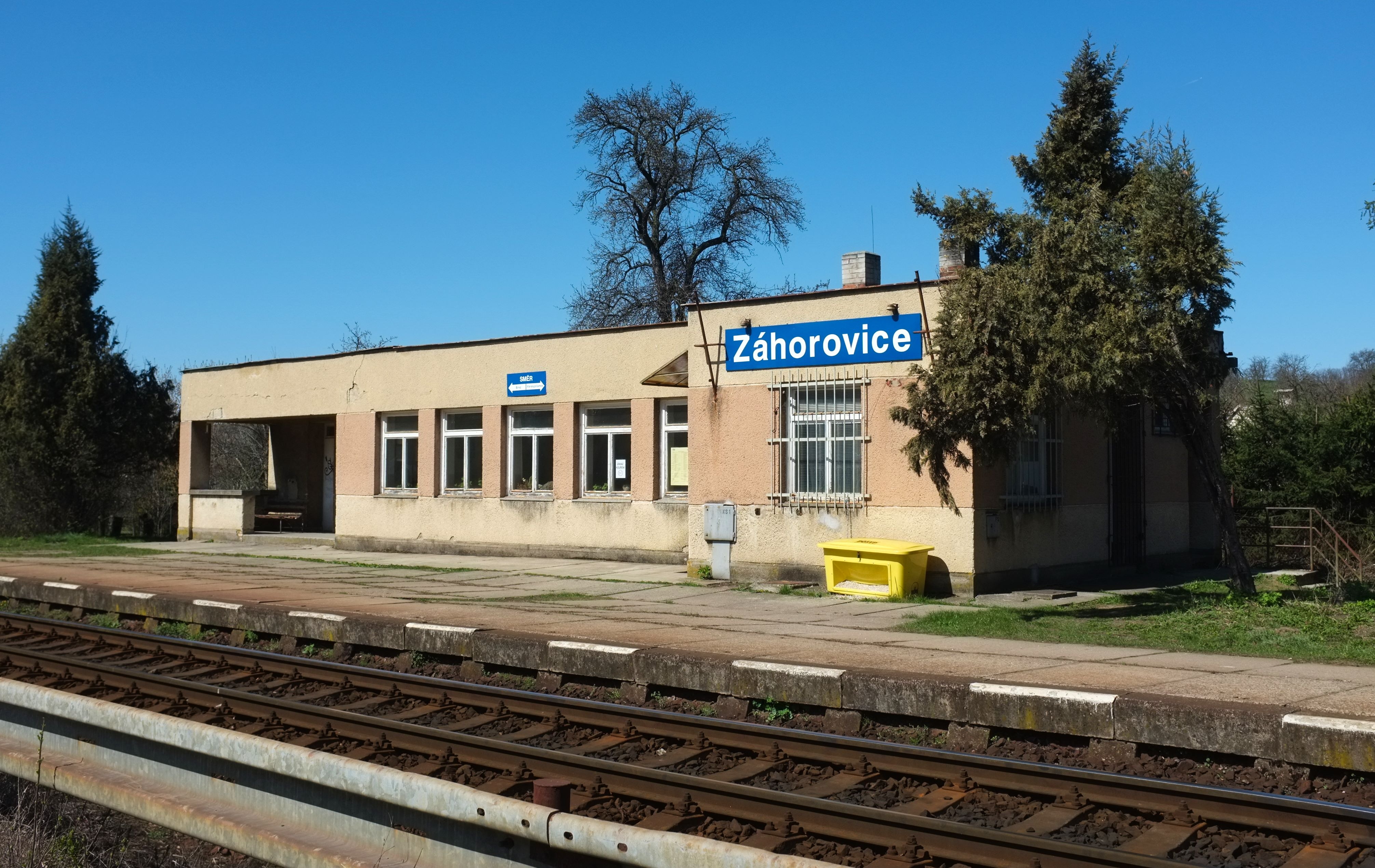
Nádraží v Záhorovicích
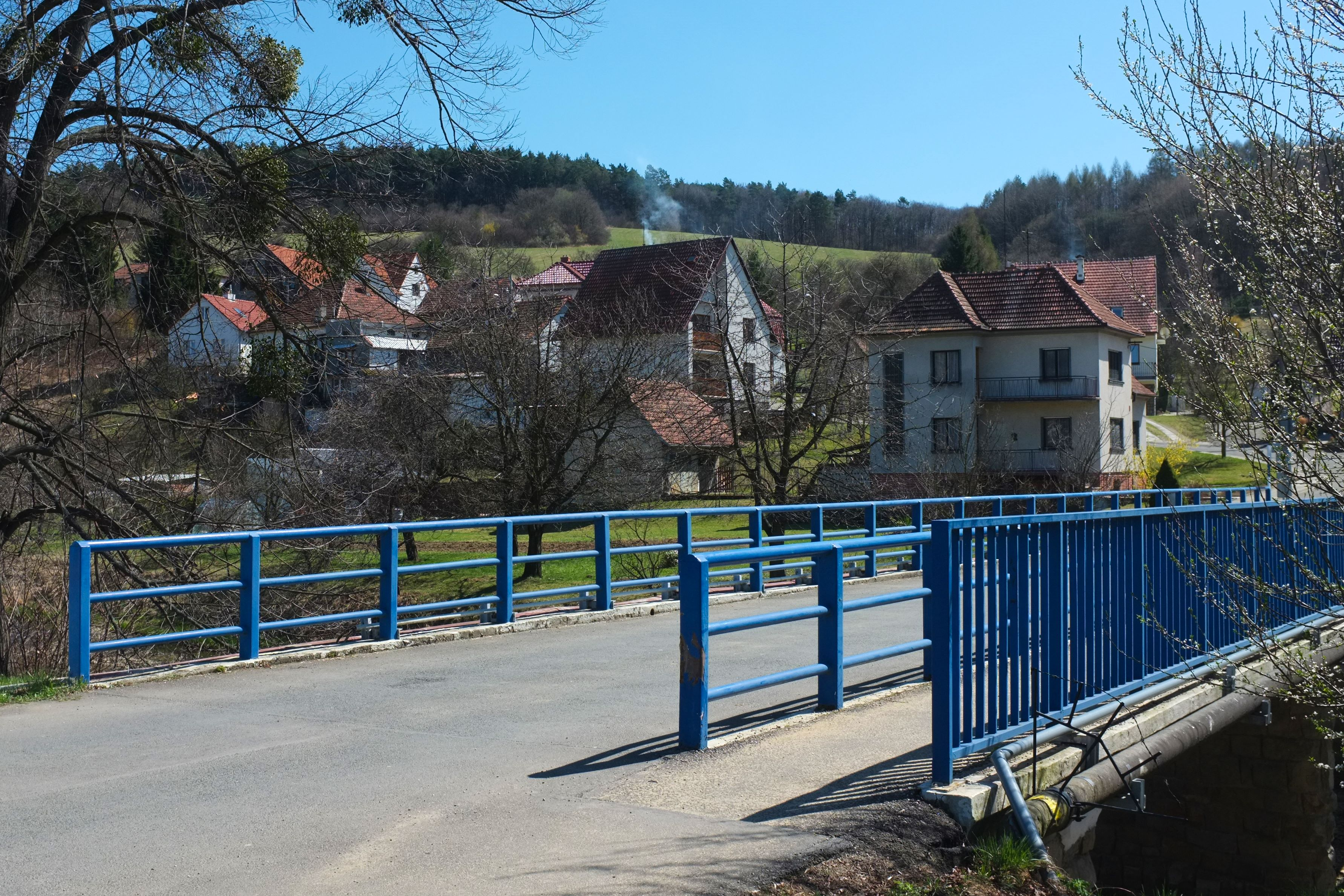
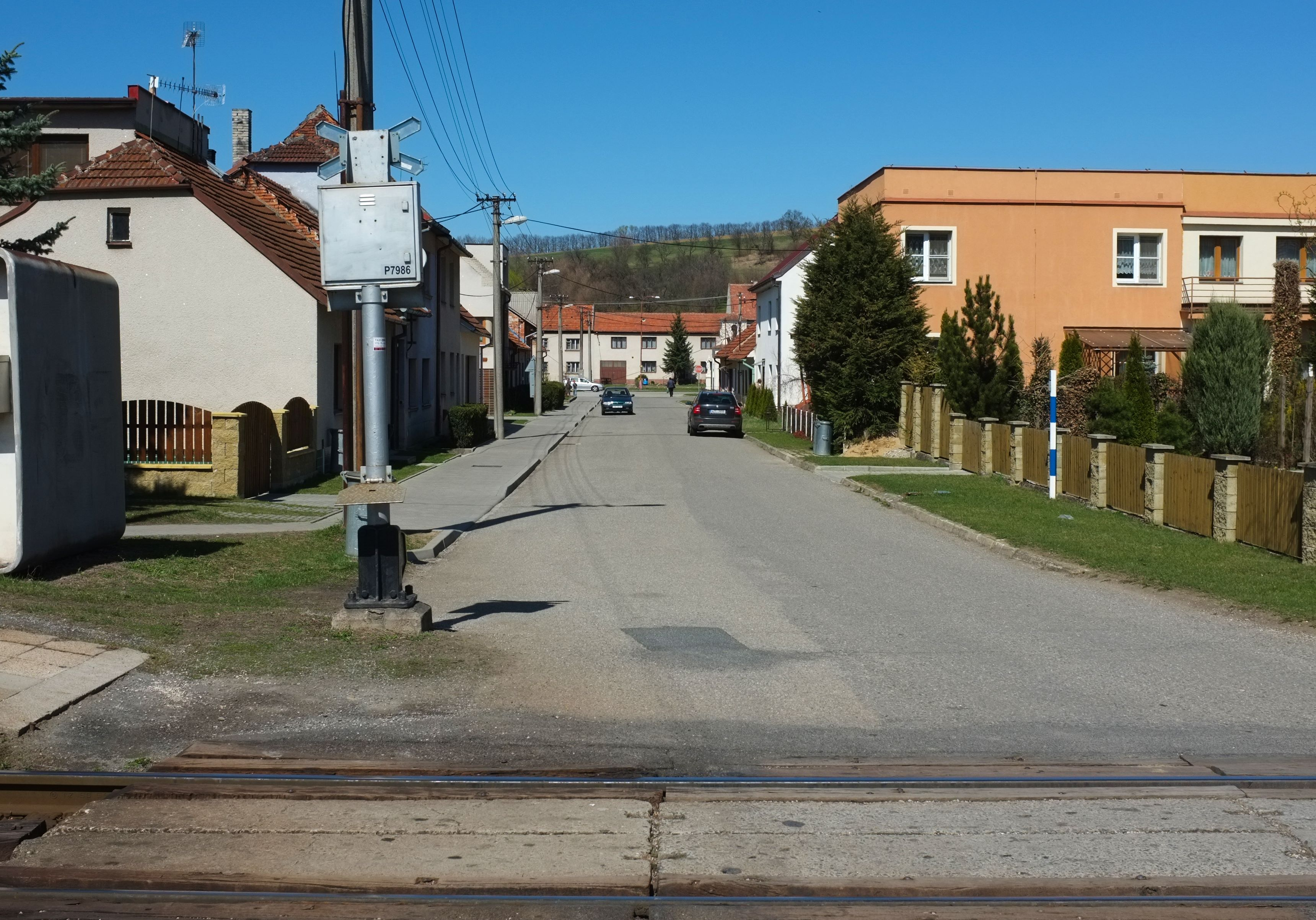
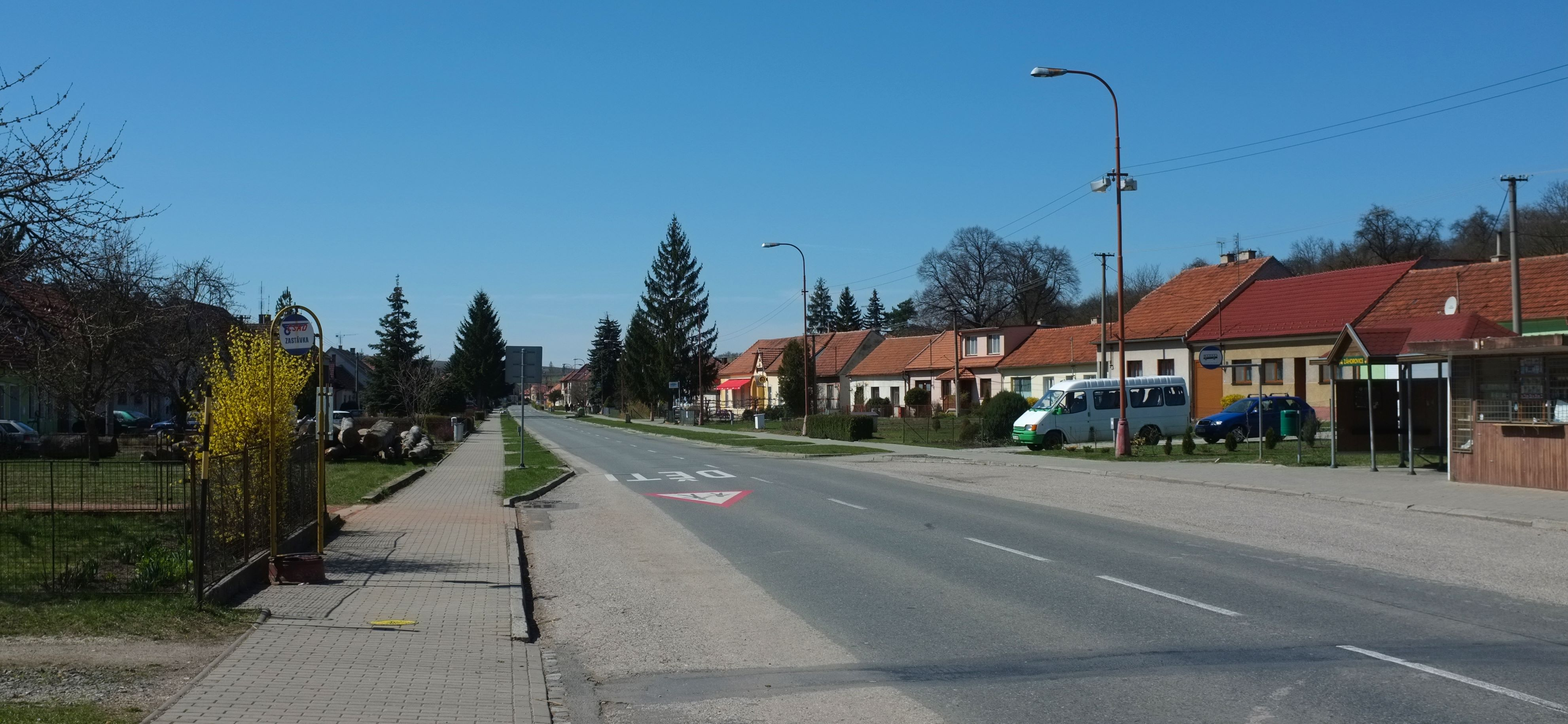
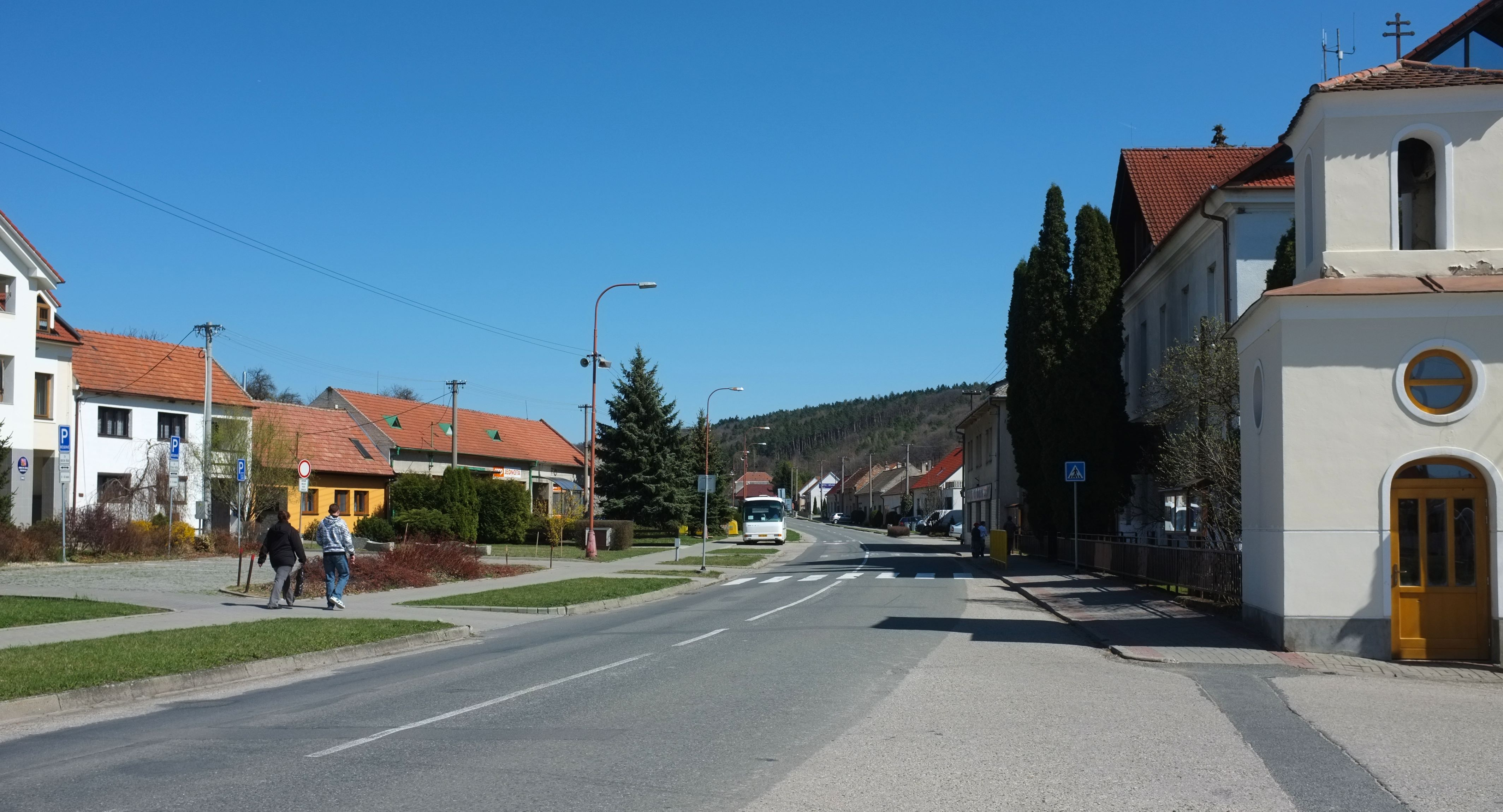
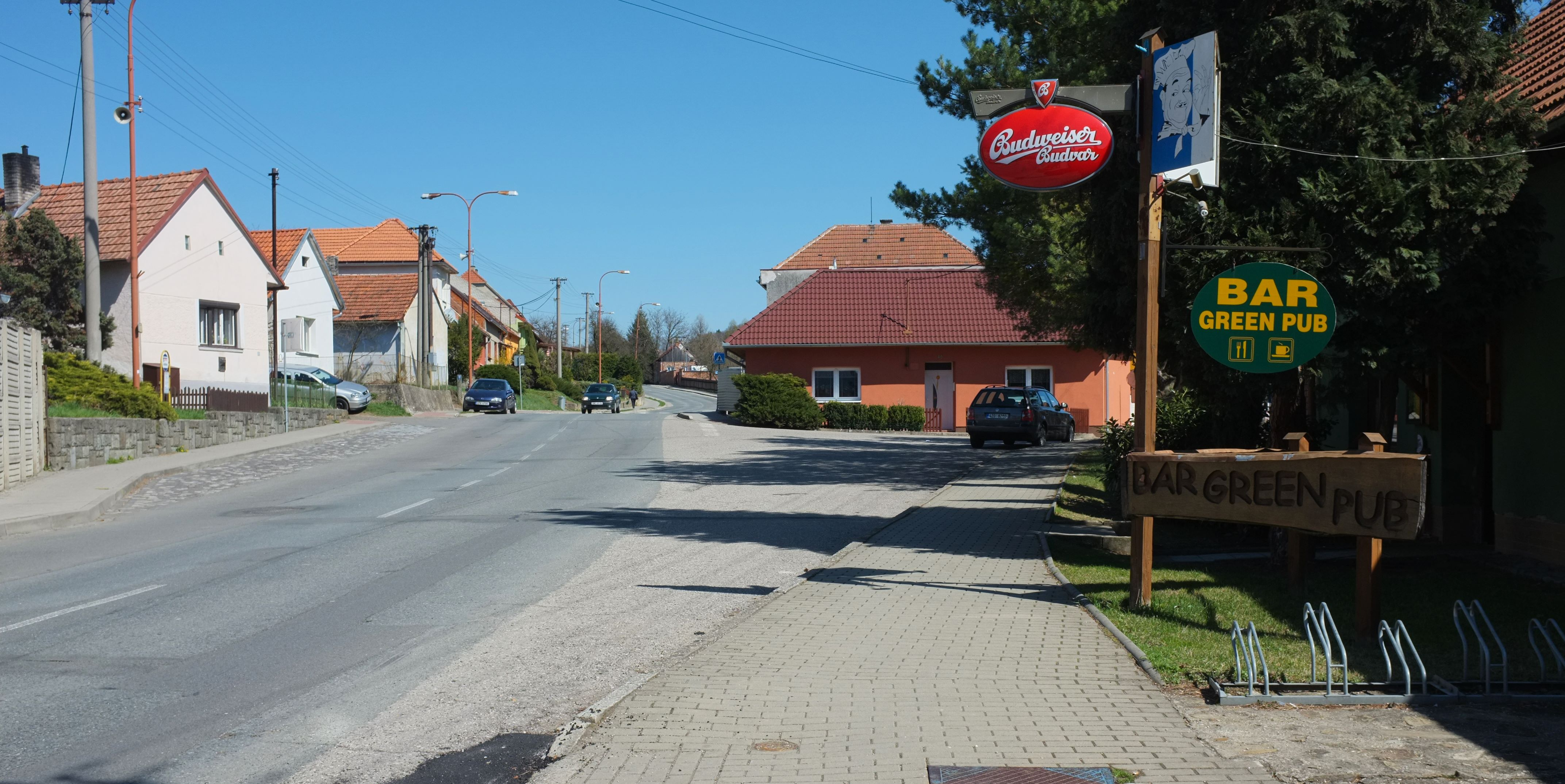
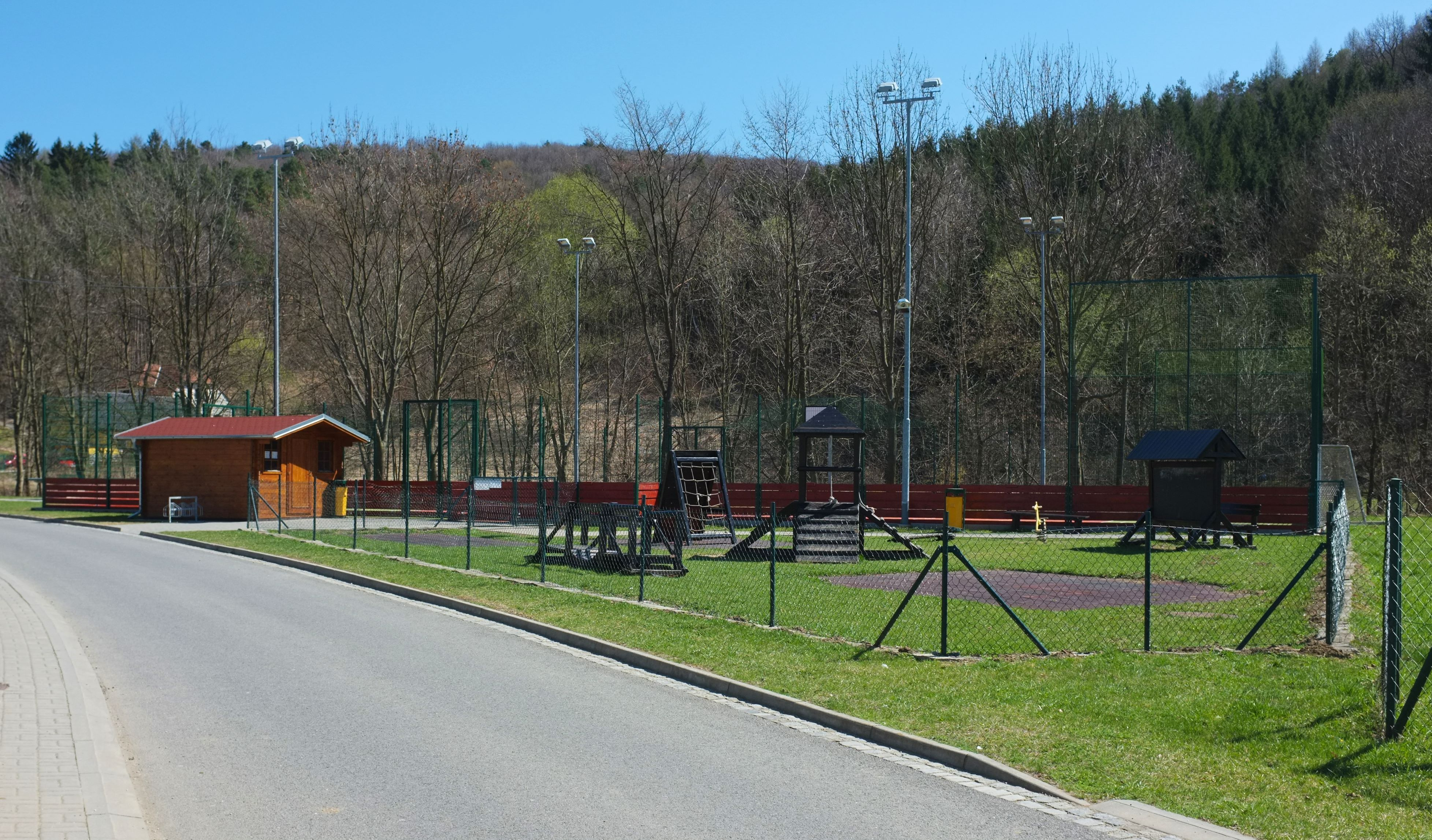
Hřiště
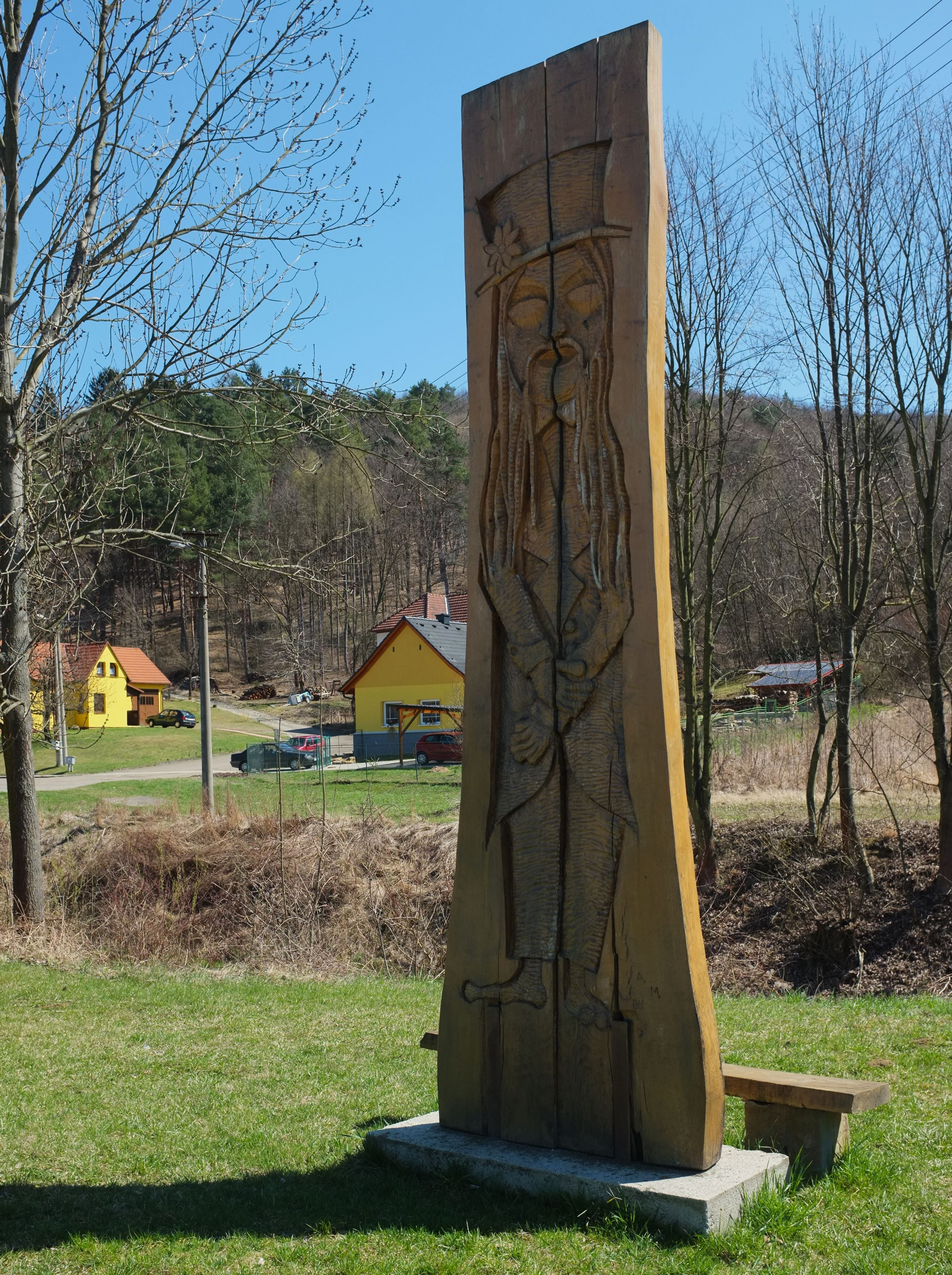
Plastika vodníka
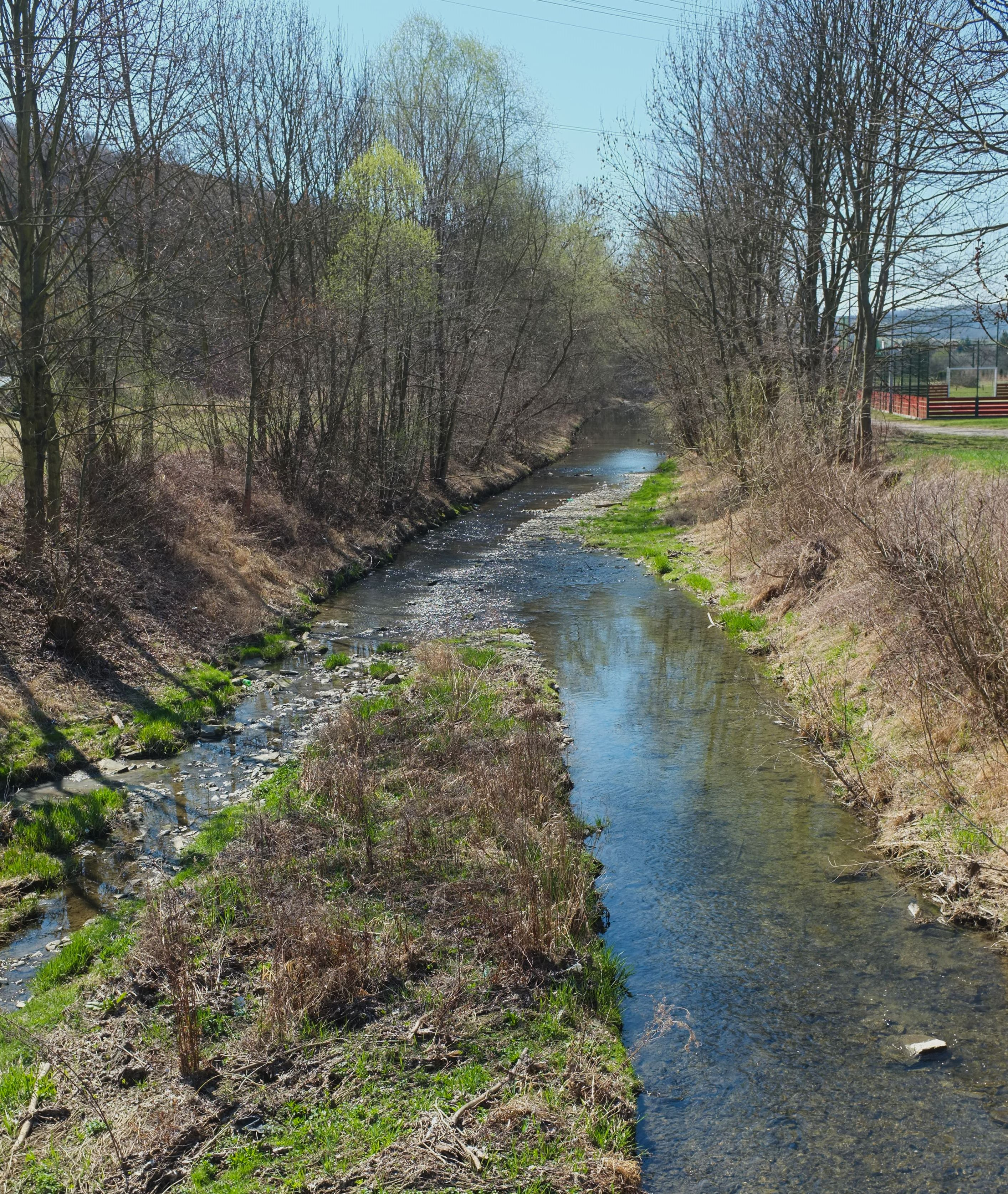
Olšava v Záhorovicích
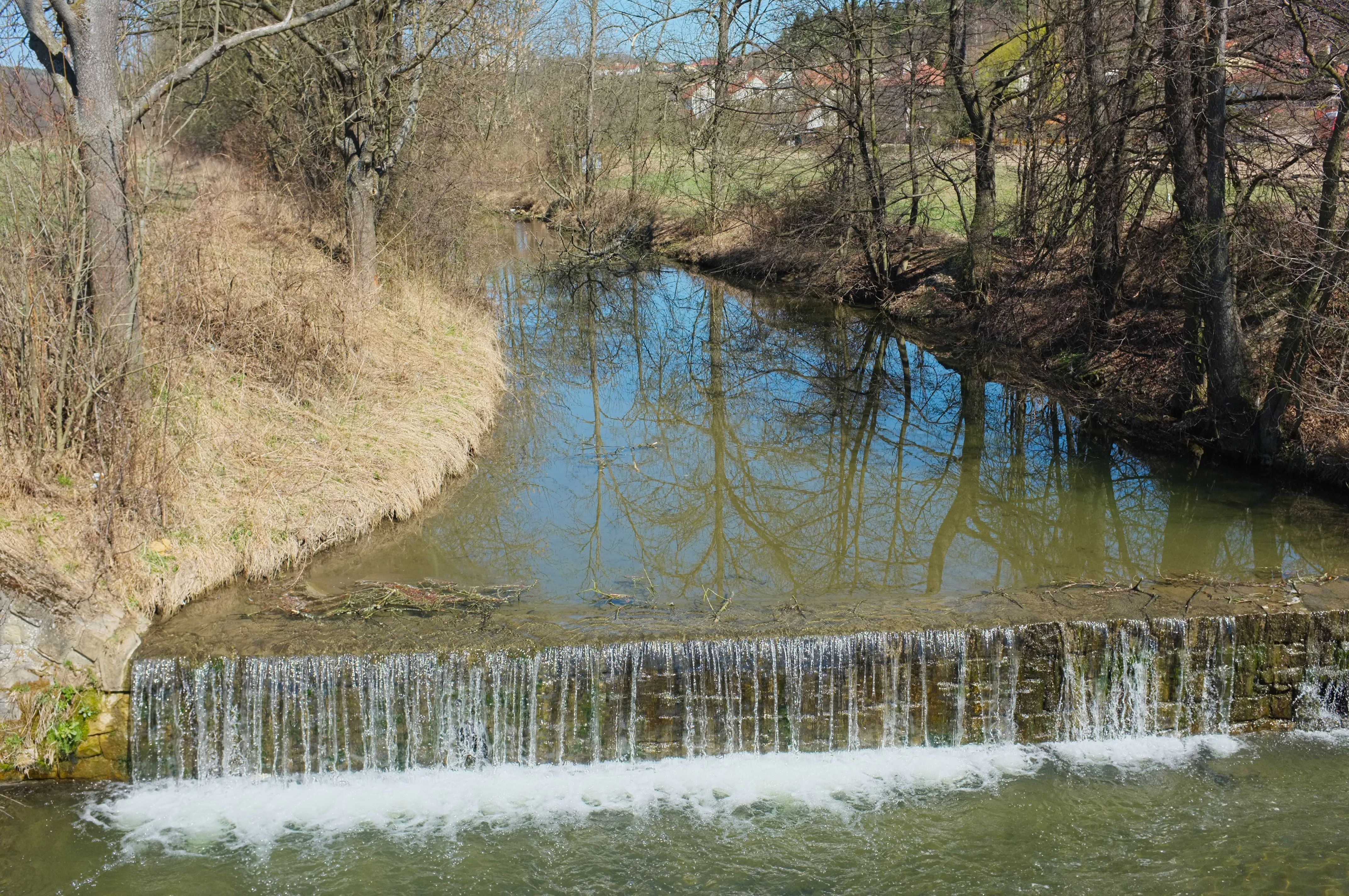
Olšava v Záhorovicích
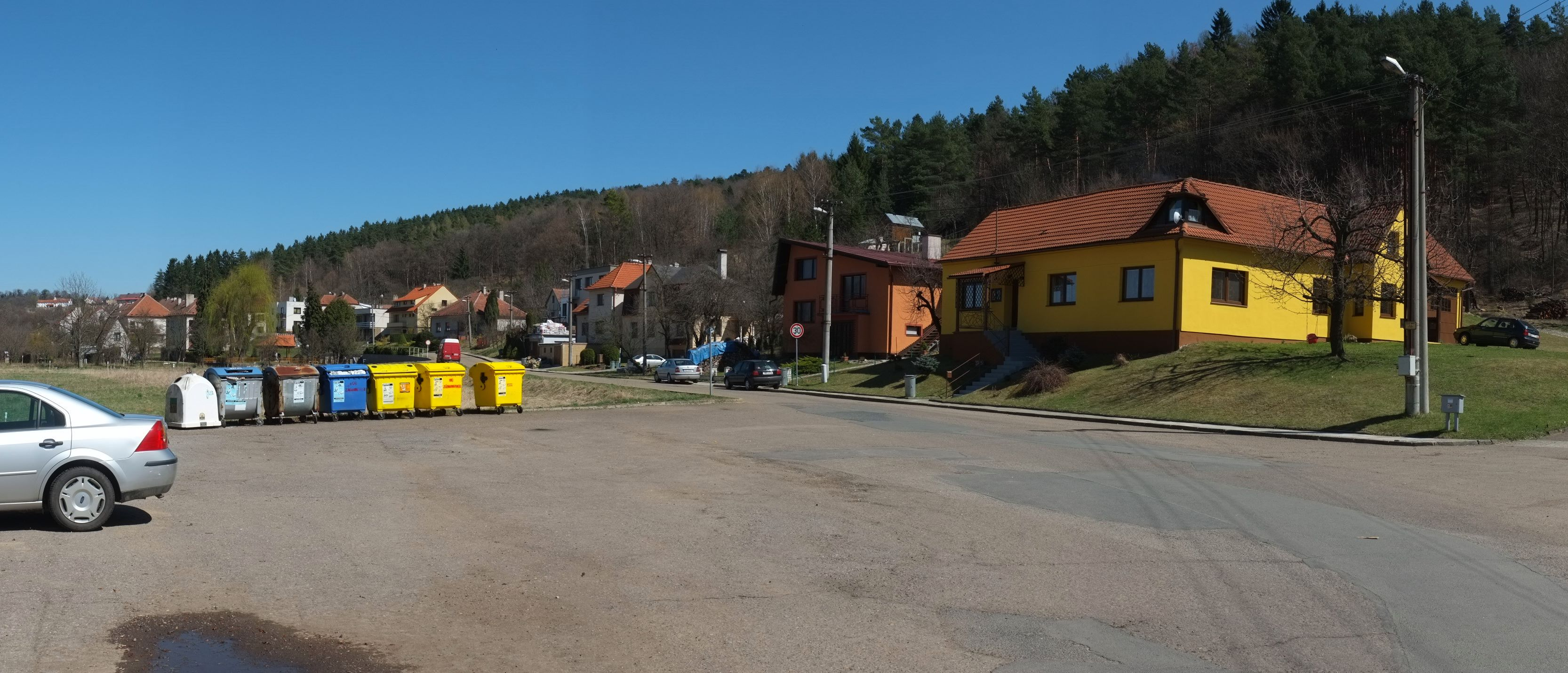
Lány
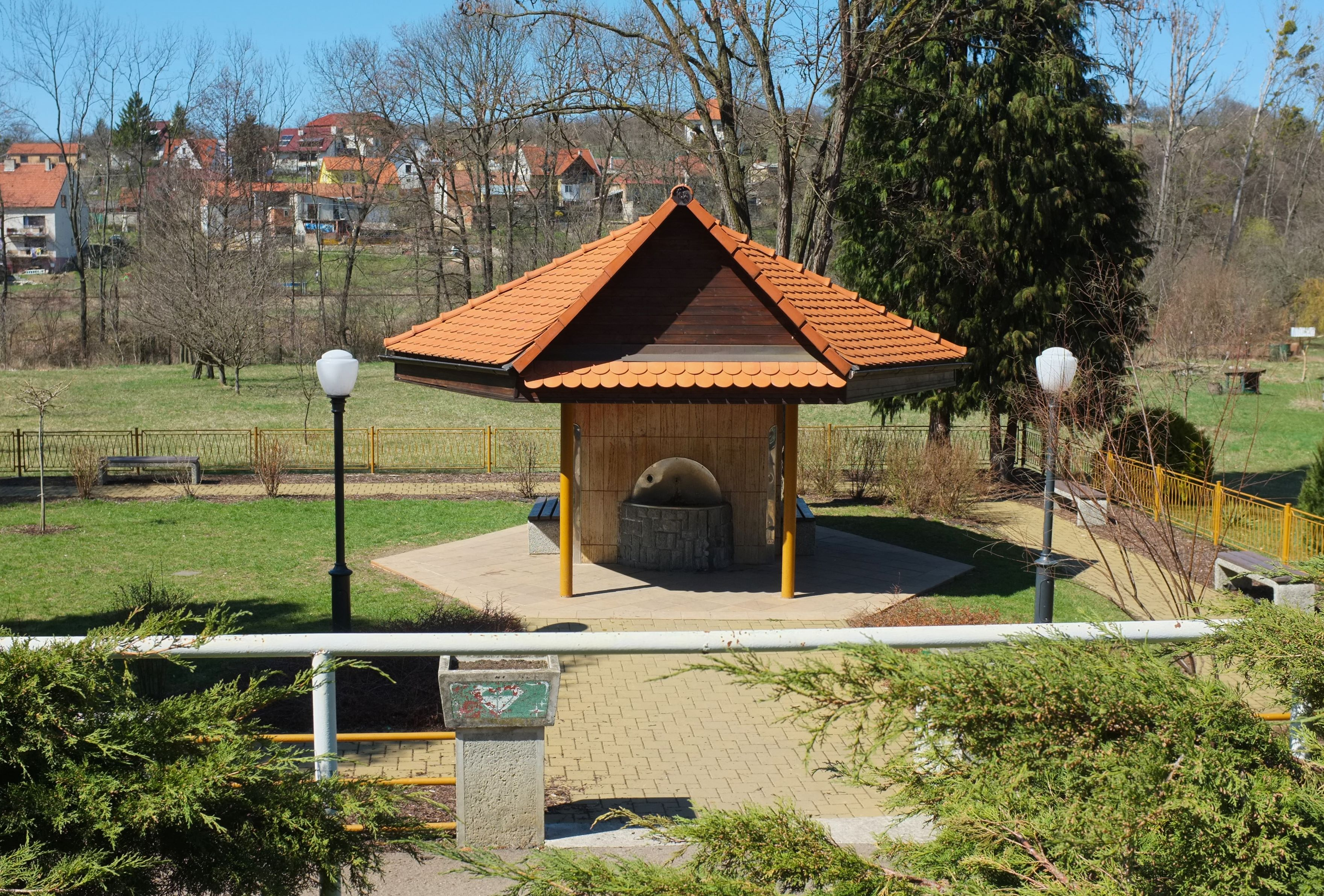
Záhorovická kyselka (v Lánech)
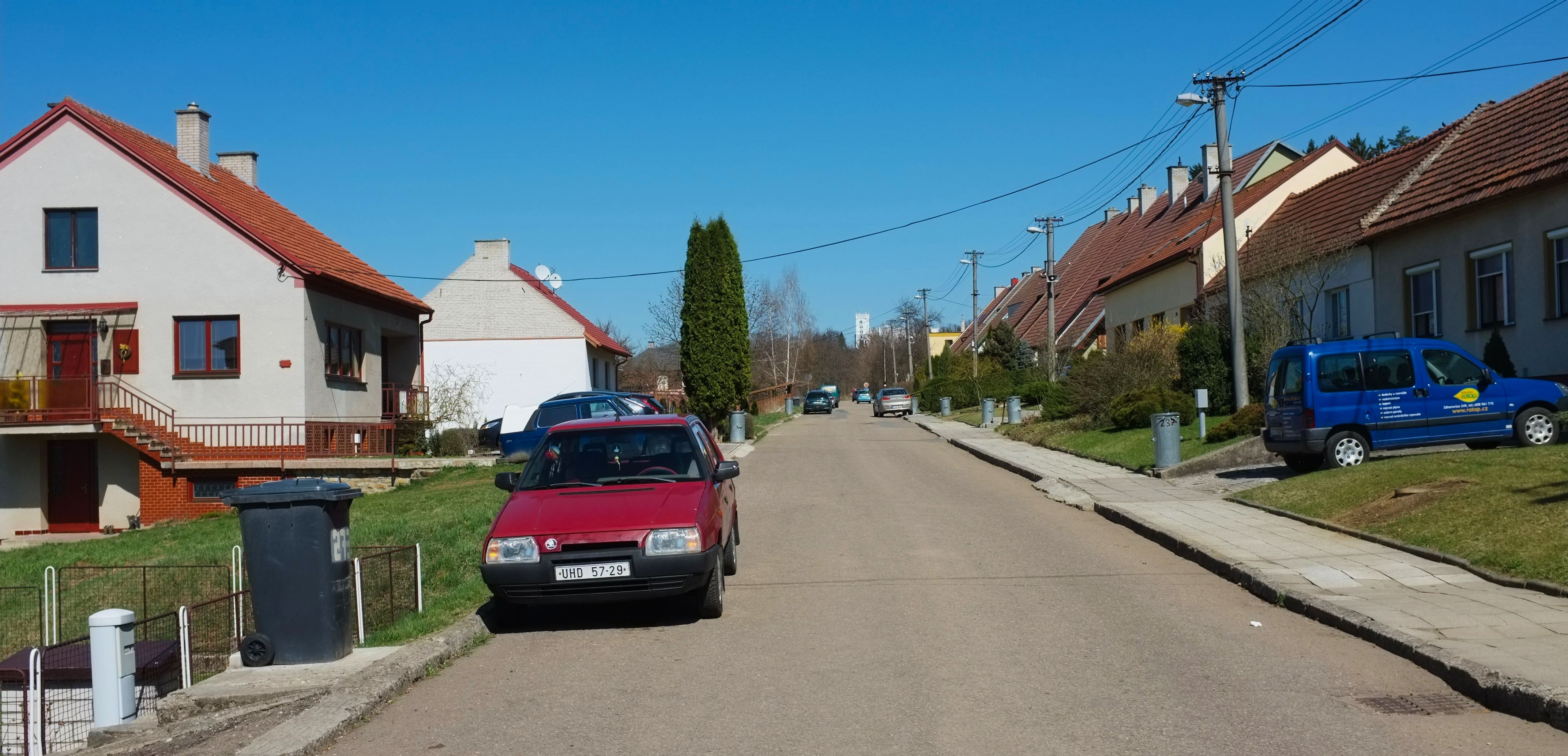
Lány